# Dejan Babić
Dejan Babić (Kirin Serbia: Дејан Бабић; sinh 20 tháng 4 năm 1989) là một tiền vệ bóng đá Serbia, thi đấu cho FK Bežanija.
Ngày 26 tháng 7 năm 2015 anh ký hợp đồng với Maccabi Yavne.